# Unrest (documental)
Unrest es un documental dirigido y producido por Jennifer Brea. El film cuenta la historia de como Jennifer y su marido, con el que se acaba de casar, enfrentan una dura enfermedad que impacta en Jennifer justo antes de casarse.

## Estreno
Fue exhibida en el Festival de Sundance. La película se emitirá en el canal PBS en enero de 2018.

## Sinopsis
Jennifer Brea es una estudiante de Harvard a punto de casarse con el amor de su vida, cuando es atacada por una fiebre que la deja postrada en cama. Meses antes de la boda, no se recupera sino que empeora su salud, llegando al punto de no poder incluso sentarse en una silla de ruedas. Cuando los doctores le dicen que "está todo en su cabeza", encuentra un mundo oculto de miles de personas con los mismos síntomas, a través de Internet. Estas personas, que no pueden salir de casa, y, en los casos más severos de la cama, sufren encefalomielitis miálgica o síndrome de fatiga crónica
Unrest cuenta la historia de Jennifer y su marido Omar, en la que como recién casados tienen que enfrentar la convivencia cuando una persona que sufre una enfermedad severa y crónica. En búsqueda de respuestas, inicialmente postrada en la cama, Jennifer comienza un viaje virtual alrededor del mundo, conociendo a cuatro extraordinarias personas que sufren SFC de Estados Unidos, Reino Unido y Dinamarca. En sus distintas habitaciones, conectadas por Skype y Facebook, estos pacientes enseñarán a Jennifer como conseguir darle sentido a su vida cuando todo cambia.
Unrest es una historia autobiográfica de resistencia tras el cambio de una vida que se ve profundamente alterada tras ser atacada por el SFC, mostrando como se trata a las personas que sufren esta enfermedad que aún no es del todo comprendida, así como ocurre que, al darnos cuenta de la extrema fragilidad de la vida cuanto todo cambia, este hecho acaba por mostrarnos su crudeza así como el valor de la misma. También hace una revisión de como todos las personas necesitamos encontrar una comunidad donde exista una conexión real dentro de la misma.

## Producción
La producción de Unrest comenzó cuando Jennifer encendió una cámara y empezó a grabarse mientras sufría los síntomas de SFC a raíz de la negación de sus médicos en la primavera de 2012.
Jennifer usó un teleapuntador para realizar las entrevistas, así como ideó una forma de recopilar las grabaciones que le enviaban en directo hacia su ordenador. Progresivamente, agrupó a todo un equipo. Todo el proceso duró cuatro años. Estuvo postrada en cama gran parte de la producción del documental, llevando a cabo entrevistas a través de Skype y dirigiendo con otros productores y equipos desde casa a lo largo de todo el planeta. La cinta es una combinación de autograbaciones durante distintos momentos del día y entrevistas realizadas a través de Skype.

## Emisión
El documental se mostró por primera vez en el Festival de Sundance de 2017, el 20 de enero. Fue proyectado durante el festival SXSW en marzo de 2017. En otoño de 2017, la cinta se abrió a los cines de Estados Unidos y Reino Unido. Unrest será emitido en los Estados Unidos en Independent Lens en la cadena PBS En enero de 2018.

## Recepcción
El metraje fue bien recibido. Los Angeles Times llamaron al metraje, "llamamiento de protesta sensible y desgarrador para una mayor conciencia sobre esta enfermedad, y una exploración existencial del significado de la vida mientras se lucha contra una enfermedad crónica paralizante ... notablemente íntima, profundamente edificante y una llamada a la acción conmovedora."
Unrest fue preseleccionada para los premios Oscar para la categoría de mejor documental.

## Premios
- 2017 Sundance Film Festival Premio especial del jurado a la mejor edición de documental americano[20]
- 2017 RiverRun International Film Festival Premido de la Audiencia al mejor documental[21]
- 2017 Nashville Film Festival Ganador del premio del Gran Jurado el mejor documental[22]
- 2017 Sheffield Doc/Fest Premio Illuminate[23]